# Liste der denkmalgeschützten Objekte in Irschen
Die Liste der denkmalgeschützten Objekte in Irschen enthält die 7 denkmalgeschützten, unbeweglichen Objekte der Gemeinde Irschen.

## Denkmäler
| Foto |                 | Denkmal | Standort                                        | Beschreibung | Metadaten |
| ---- | --------------- | --- | ----------------------------------------------- | --- | --- |
| ja   | Datei hochladen | Kath. Pfarrkirche hl. Dionysius und Friedhof HERIS-ID: 53899 Objekt-ID: 61986                                   | bei Irschen 18 Standort KG: Irschen             | Die Kirche hat einen quadratischen romanischen Chor (um 1200) mit Halbkreisapsis, ein zweischiffiges sternrippengewölbtes gotisches Langhaus, einen Turm in der Nordwestecke und eine offene Vorhalle von 1839. Der spätgotische Flügelaltar wurde um 1515 geschaffen, die Seitenaltäre sind aus dem 18. Jahrhundert.                                                 | BDA-Hist.: Q1333002 Status: § 2a Stand der BDA-Liste: 2025-06-30 Name: Kath. Pfarrkirche hl. Dionysius und Friedhof GstNr.: .25 Pfarrkirche Irschen                                      |
| ja   | Datei hochladen | Spitzbühelkapellen (Kalvarienberg-Kapelle/Kreuz-Kapelle und Fatima-Kapelle) HERIS-ID: 63075 Objekt-ID: 75683    | Mötschlach Standort KG: Irschen                 | Die Spitzbühelkapellen bestehen aus zwei Kapellen auf einem Hügel. Die größere birgt in der Hauptnische eine Kreuzigungsgruppe mit drei Kruzifixen und ist in den drei unteren Nischen bemalt. Dargestellt sind ein Heiliges Grab, Christus zeigt den Aposteln seine Wunden und Christus beim letzten Abendmahl. In der kleineren Kapelle ist ein Votivbild zu sehen. | BDA-Hist.: Q38102059 Status: Bescheid Stand der BDA-Liste: 2025-06-30 Name: Spitzbühelkapellen (Kalvarienberg-Kapelle/Kreuz-Kapelle und Fatima-Kapelle) GstNr.: 323/5 Spitzbühelkapellen |
| ja   | Datei hochladen | Kath. Filialkirche St. Johann im Walde HERIS-ID: 57725 Objekt-ID: 68006                                         | östlich Stresweg 24 Standort KG: Irschen        | Die barocke Kirche hat eine niedrige halbkreisförmige Apsis und einen westlichen Dachreiter mit Zwiebelhaube. Bemerkenswert ist der Altar, etwa von 1675, mit dem Altarblatt Enthauptung Johannes d. T. | BDA-Hist.: Q1413104 Status: § 2a Stand der BDA-Liste: 2025-06-30 Name: Kath. Filialkirche St. Johann im Walde GstNr.: .75 Kirche Stresweg                                                |
| ja   | Datei hochladen | Kath. Filialkirche hl. Andreas und Friedhof HERIS-ID: 54547 Objekt-ID: 62847                                    | bei Rittersdorf 23 Standort KG: Rittersdorf     | Die kleine Kirche mit eingezogenem Chor und nördlichem Turm mit Spitzgiebelhelm ist ein spätgotischer Bau mit neuzeitlichem westlichen Vorhallenzubau. An der südlichen Außenwand ist ein Christophorusbild aus dem 15. Jahrhundert. Altäre und Kanzel stammen vom Ende des 17. Jahrhunderts, zum Teil mit älteren Figuren.                                           | BDA-Hist.: Q1413022 Status: § 2a Stand der BDA-Liste: 2025-06-30 Name: Kath. Filialkirche hl. Andreas und Friedhof GstNr.: .38 Kirche Rittersdorf                                        |
| ja   | Datei hochladen | Kath. Filialkirche St. Salvator (Christus Salvator) HERIS-ID: 57724 Objekt-ID: 68005                            | bei Potschling 18 Standort KG: Simmerlach       | Die spätbarocke Kapelle mit hölzernem Dachreiter und spätbarockem Altar wurde in den 1780er-Jahren errichtet. | BDA-Hist.: Q1412998 Status: § 2a Stand der BDA-Liste: 2025-06-30 Name: Kath. Filialkirche St. Salvator (Christus Salvator) GstNr.: .47 Filialkirche Potschling                           |
| ja   | Datei hochladen | Kaiserzeitliche und spätantike Siedlung mit frühchristlicher Kirche HERIS-ID: 113778 Objekt-ID: 132149seit 2021 | Potschling 18 Standort KG: Simmerlach           | Anmerkung: großflächiges Areal, Koordinaten auf der Kuppe | BDA-Hist.: Q105674937 Status: Bescheid Stand der BDA-Liste: 2025-06-30 Name: Kaiserzeitliche und spätantike Siedlung mit frühchristlicher Kirche GstNr.: 848, 840, 847                   |
| ja   | Datei hochladen | Kath. Filialkirche hl. Anna HERIS-ID: 54611 Objekt-ID: 62937                                                    | gegenüber Simmerlach 26 Standort KG: Simmerlach | Die einfache Saalkirche mit Dachreiter mit Zwiebelhelm wurde 1804 erbaut. | BDA-Hist.: Q1413035 Status: § 2a Stand der BDA-Liste: 2025-06-30 Name: Kath. Filialkirche hl. Anna GstNr.: .15                                                                           |